# Кисточковая рыба-клоун
Кисточковая рыба-клоун (лат. Rhycherus filamentosus) — вид лучепёрых рыб из семейства клоуновых. Эндемик прибрежных вод южной Австралии. Хорошо замаскированный донный хищник, поджидающий жертву из засады, и привлекающий её беловатой приманкой-эской.

## Систематика
Образец рыбы был выловлен в заливе Сент-Винсент в Южной Австралии наряду с другими рыбами английским натуралистом и зоологом Фредериком Джорджем Уотерхаусом, куратором Музея натуральной истории Южной Австралии. Уотерхаус отправил образцы французскому натуралисту Франсуа де Комон де Лапорт Кастельно, который был французским консулом в Мельбурне. Де Кастельно формально описал этот вид в 1872 году, назвав её Chironectes filamentosus. Позже вид был переведён в род Rhycherus, получив название Rhycherus filamentosus.

## Описание

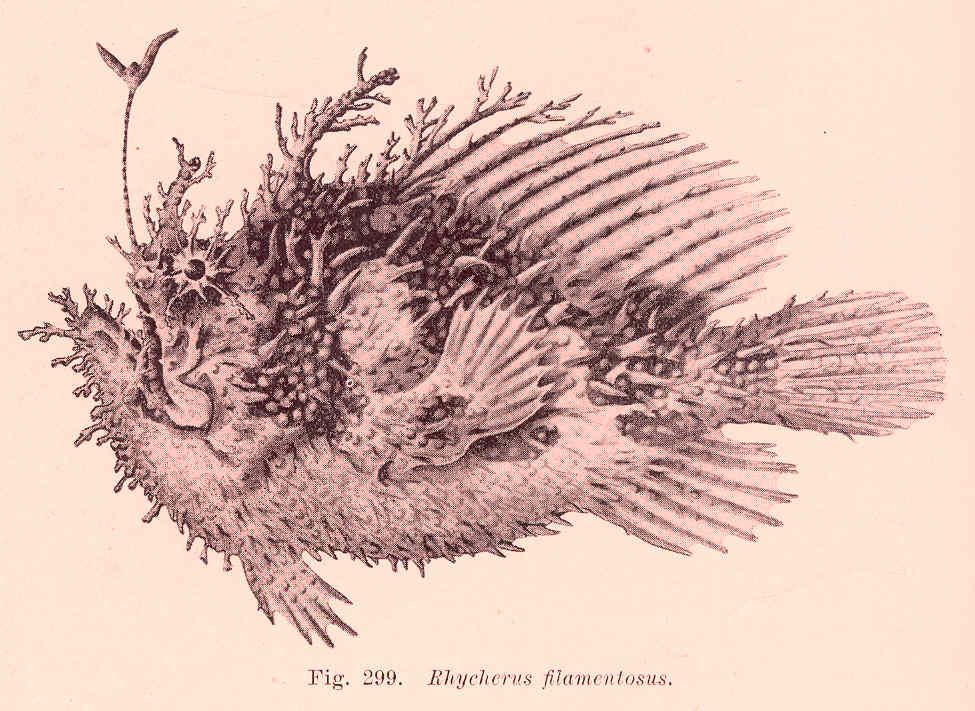
Рисунок из «Illustrated Catalogue of the Fishes of South Australia» (1921).

Тело рыб этого семейства сжато с боков, шаровидное, глаза расположены сбоку, рот большой косоугольный. Первый луч спинного плавника превращён в вытянутый тонкий иллиций, на конце которого находится приманка-эска, похожая на беловатого червя. Кисточковая рыба-клоун вырастает до 23 см, её кожа украшена многочисленными отростками и нитями, напоминающими листья красных водорослей. Основной цвет рыбы — красновато-коричневый, с вертикальными полосами и пятнами тёмно- и бледно-коричневого цвета, а также беловатым брюхом.

## Ареал и местообитание
Эндемик прибрежных вод южной Австралии. Ареал рыбы простирается от залива Сент-Винсент Южной Австралии (130° в. д.) до Бассова пролива (149° в. д.). Обитает в коралловых рифах на глубине до 60 м.

## Экология
Основное время проводит на морском дне, плавает редко, вместо этого передвигается, словно «прогуливается», по дну на грудных и брюшных плавниках. Это хорошо замаскированный хищник засады. Рыба неподвижно сидит на морском дне в ожидании и, когда ничего не подозревающая потенциальная жертва приближается, она начинает покачивать своей эской. Если добыча «клюёт» на приманку и приближается ещё ближе, рыба готовится к действию, а затем атакует с большой скоростью, открывая рот и всасывая добычу.